# Drosophila nitida
Drosophila nitida este o specie de muște din genul Drosophila, familia Drosophilidae, descrisă de Tsacas și Chassagnard în anul 1994. Conform Catalogue of Life specia Drosophila nitida nu are subspecii cunoscute.